# Guatteria aeruginosa
Guatteria aeruginosa este o specie de plante angiosperme din genul Guatteria, familia Annonaceae, descrisă de Paul Carpenter Standley. Conform Catalogue of Life specia Guatteria aeruginosa nu are subspecii cunoscute.